# 函館市立若松小学校
函館市立若松小学校（はこだてしりつ わかまつしょうがっこう）とは、北海道函館市若松町にかつてあった公立小学校である。

## 概要
旧来の函館区の東部地区である、若松町、高砂町、海岸町の街の発展にともない、高砂小学校では児童を収容できなくなったために、1903年（明治36年）9月8日、若松町62（当時）に若松尋常高等小学校が新設され、開校した。1988年（昭和63年）3月31日閉校、跡地は函館市総合福祉センターなどになる。
2004年（平成16年）、函館市立北星小学校に同校資料室が設けられた。

## 校舎
校舎は1903年（明治36年）4月に着工し、同年8月竣工。工費24,182円。726坪。教室14、体操場、奉置所他。

## 避難所

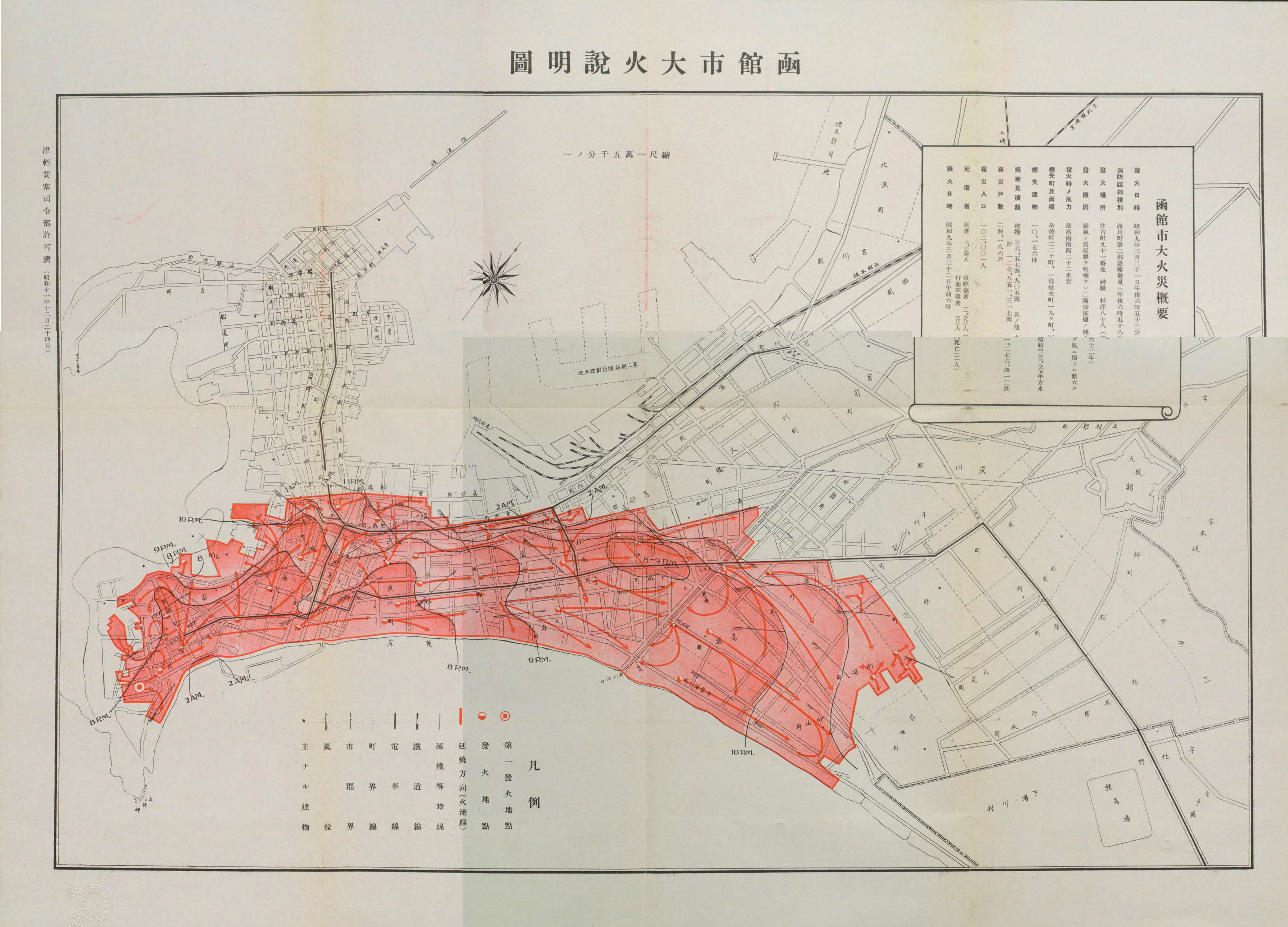
昭和9年函館大火の焼失地域（赤）

1934年（昭和9年）3月21日発生の昭和9年函館大火（一般的に単に函館大火と呼ぶ）では、類焼を免れ避難所として利用された。災害翌日の3月22日から4月6日まで開設され、1万2011人が利用した。

## 年表
前史
- 1883年（明治16年）
  - 1月13日 - 私立高砂小学校（初代）仮学校として音羽町66の稲荷堂に開校[6]
  - 4月 - 私立高砂小学校（初代）校舎起工[6]
  - 9月 - 私立高砂小学校（初代）新校舎に移転[6]
  - 10月8日 - 私立高砂小学校開校式[6]
- 1884年（明治17年）1月 - 函館区へ移管。公立高砂小学校になる[6]
- 1887年（明治20年）1月 - 民間移管。私立高砂小学校（2代）[7]
- 1898年（明治31年）4月 - 再び函館区へ移管。公立高砂尋常小学校[8]
- 1903年（明治36年）
  - 月日不明 - 公立高砂尋常小学校で2部授業開始[9]
  - 4月 - 校舎着工
  - 8月 - 校舎竣工
  - 8月8日 - 教育勅語謄本下付[10]

開校後
- 1903年（明治36年）9月8日- 若松尋常高等小学校として開校
- 1904年（明治37年）11月1日 - 御真影下付[10]
- 1922年（大正11年）- 函館区が函館市になり、函館市立若松高等尋常小学校に改称される[9]
- 1934年（昭和9年）
  - 3月22日 - 昭和9年函館大火の避難所の一つになる[5]
  - 4月6日 - 昭和9年函館大火の避難所閉鎖[5]
- 1937年（昭和12年）- 高等科廃止により、函館市立若松尋常小学校に改称される[9]
- 1941年（昭和16年）- 国民学校令、国民学校施行規則が交付され、函館市立若松国民学校に改称される[9]
- 1945年（昭和20年）- 函館市内国民学校初等科児童が集団疎開[9]
- 1947年（昭和22年） - 函館市立若松小学校に改称される[9]
- 1959年（昭和34年） - 特殊学級（精神薄弱）を設置[9]
- 1988年（昭和63年）3月31日 - 函館市立巴小学校と合併し閉校[9]
- 2004年（平成16年）- 函館市立北星小学校に函館市立若松小学校資料室が開設